# Justyna Kulikowska
Justyna Kulikowska (ur. 1993 w Szczuczynie) – polska poetka.

## Życiorys
Autorka książek poetyckich. Za tom Hejt i inne bangery (Korporacja Ha!art, Kraków 2018) otrzymała Nagrodę im. Kazimiery Iłłakowiczówny za najlepszy debiut poetycki 2018. Za tom Tab_s (WBPiCAK, Poznań 2020) została nominowana do Nagrody Literackiej Nike 2021 oraz do Nagrody Literackiej Gdynia 2021 w kategorii poezja. Wydała również tom gift. z Podlasia (WBPiCAK, Poznań 2021), za który otrzymała Nagrodę Literacką Gdynia 2022 w kategorii poezja i Nagrodę Literacką Prezydenta Miasta Białegostoku im. Wiesława Kazaneckiego za rok 2021 w kategorii książka roku (ex-aequo z Andrzejem Stasiukiem) oraz była nominowana do Nagrody Literackiej Nike 2022 i do Nagrody Literackiej m.st. Warszawy w kategorii poezja. W 2023 roku w Wydawnictwie Wojewódzkiej Biblioteki Publicznej i Centrum Animacji Kultury w Poznaniu ukazała się jej książka Obóz zabaw. W 2024 roku została laureatką 33. edycji Nagrody Literackiej Prezydenta Miasta Białegostoku im. Wiesława Kazaneckiego. W 2024 roku została nominowana do Nagrody-Stypendium im. Stanisława Barańczaka w ramach Poznańskiej Nagrody Literackiej. Laureatka 17. Nagrody Literackiej m.st. Warszawy w kategorii poezja za tom Obóz zabaw, który „wydobywa na jaw nazwiska kobiet zasłoniętych przez krzykliwą widoczność swoich partnerów”. Za ten tom była również nominowana do Wrocławskiej Nagrody Poetyckiej „Silesius” 2024.

## Twórczość
- Hejt i inne bangery, Kraków 2018
- Tab_s, Poznań 2020
- gift. z Podlasia, Poznań 2021
- Obóz zabaw, Poznań 2023